# دوروتي ستانغ
دوروتي ستانغ (Dorothy Stang) ولدت في الولايات المتحدة في زمان الأزمة الاقتصادية الكبرى، في عما 1931 كانت 7 يونيو من عمرها عندما اعتنقت الحياة المكرّسة في رهبنة أخوات سيدة نامور (نامور هي مدينة في بلجيكة حيث تأسست هذه الرهبنة في بداية القرن التاسع عشر). بعد نذورها المؤبّدة لاتباّع المسيح من خلال الفقر والعفة والطاعة، تفرغت للتدريس في عدة مدارس للفقراء، بأنحاء مختلفة من الولايات المتحدة.
أخذت حياتها منعطفاً مهمّاً عام 1966، وهي 31 سنة، عندما اتّجهت نحو البرازيل، الذي كان في هذه الحقبة بلد فقير، مع اختلاف شاسع بين الطبقات، تحت قيادة نظام سياسي عسكري.أما دوروتي فاختارت بدون تردد أن تشارك حياة العمّال الريفيين البسطاء في إحدى أصعب المناطق، محافظة بارا في غرب البرازيل، بقلب الغابة الأمازونية. هناك كان يجري صراع حدّ (وإلى يومنا هذا) بين الفلاحين الفقراء المحرومين من ملكية الأرض ("SEM TERRA": بدون أرض)، وأقلية غنية من شبه إقطاعيين تستغلّ الإنسان والطبيعة لمصلحتها.
عاشت دوروتي ستانغ تضامن المسيح مع مساكين الدنيا، من خلال الصلاة والعمل الاجتماعي. فهي لم تفصل بين الحياة الروحية والجهاد السلمي من أجل العدالة. دوروتي كانت تدعو، مع الكثيرين من النشطاء، إلى إصلاحات أرضية لتوزيع أراضي للذين يعمكون فيها، وإلى حماية البيئة كضرورية لسماح الحياة الإنسانية في المدى البعيد.
أما الإقطاعيين لم يعجبهم انتقاد امتيازاتهم وحصانتهم من القانون، فهدّدوا دوروتي عدة مرات بلا جدوى. هي لم تبالِ بهذا التخويف، قائلاً: «لا أريد أن أهرب، ولا أريد أن أترك هؤلاء الفلاحين الذين يعيشون بلا حماية في الغابة. لديهم حقّ مقدّس في أن يرجوا حياةً أفضل على أرض يستطيعون فيها العيش والعمل بكرامة وباحترام البيئة».
في صباح 12 شباط 2005، كانت دوروتي على طريقها إلى اجتماع حول حقوق الأمازون، عندما رجلان سألاها «هل لديك أسلحة؟». هي جاوبت «هذا هو سلاحي» وأظهر الكتاب المقدس. وبينما هي تحاول أن تستمر في خطواتها، أطلق أحد الرجلان النار عليها وقتلها.
حسب المحاكمة التي تلت، كان آمر الاغتيال أحد أصحاب الأراضي، والسبب أن دوروتي كانت قد أخبرت السلطات المعنية بأنه كان يحرق الغابة لاكتساب أراضي زراعية إضافية.
دفنت دوروتي في محافظت بارا، حيث تعتبر قديسة من قبل هؤلاء المحرومين الذين أحبّتهم وخدمتهم إلى النهاية، على غرار معلمها وعشق حياتها.